# تعداد الولايات المتحدة 2010
تعداد الولايات المتحدة 2010 كان التعداد الثالث والعشرون الذي جَري في الولايات المتحدة الأمريكية، وذلك وفقاً لما يتطلبه الدستور بأن يقام تعداد عام للسكان كل عشر سنوات كان أولها عام 1790 وآخرها عام 2010.
لأول مرة في التاريخ الأمريكي تم احتساب زواج المثليين. وتم كذلك بناءً على هذا التعداد تغيير عدد المقاعد المخصصة لكل ولاية في مجلس النواب. قُدِرَت تكلفة هذا التعداد ب 11.3 مليار دولار.
تم إجراء التعداد في 1 أبريل 2010م. تم تقدير العدد الكلي للسكان بـِ 308,745,538 نسمة،
بزيادة 9.7% عن التعداد السابق في عام 2000.

## وصلات خارجية
- بيانات تاريخية لتعداد سكان الولايات المتحدة